# Пружина

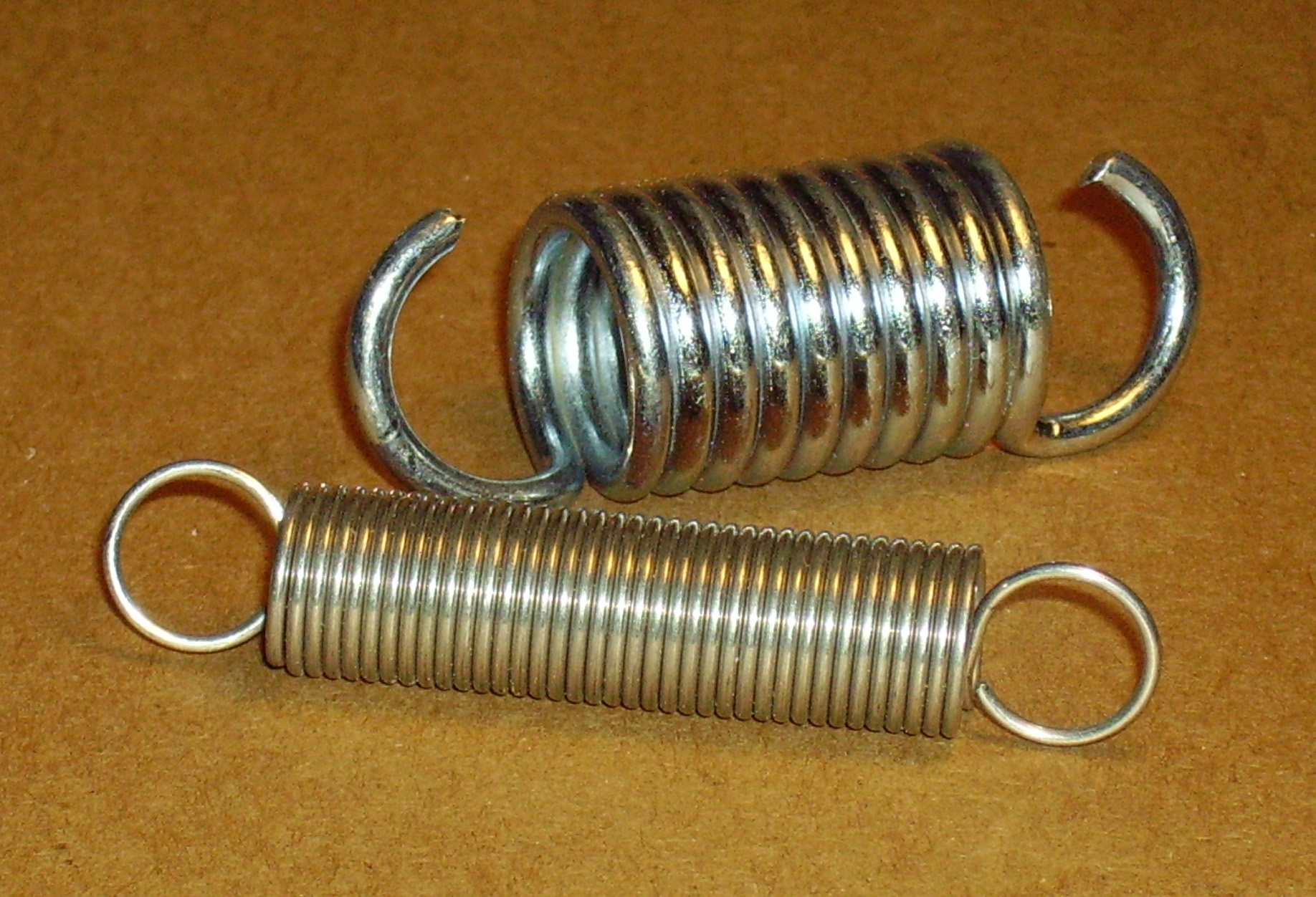
Завита циліндрична пружина розтягування

Пружи́на — деталь, призначена для поглинання, накопичення і віддавання механічної енергії внаслідок пружної деформації.

## Матеріали для виготовлення пружин
Зазвичай виготовляються із загартованої сталі. Сталеві пружини загального вжитку виготовляють з високовуглецевих сталей (У9А-У12А, 65, 70), легованих марганцем, кремнієм, ванадієм (65Г, 60С2А, 65С2ВА), що постачаються у вигляді каліброваних та шліфованих прутків (сталь-сріблянка).
Для пружин, що потребують більшої корозійної стійкості, застосовуються леговані сталі та кольорові метали, такі як неіржавіюча сталь (12Х18Н10Т), фосфориста бронза чи титанові сплави; для пружин, що повинні бути струмопровідними — берилієва бронза (БрБ-2).

Залежно від конструкцій і умов експлуатації, можна використовувати будь-який матеріал для створення пружини, що має необхідне поєднання механічної жорсткості та пружності: технічно, дерев'яний лук є також різновидом пружини.

## Історія

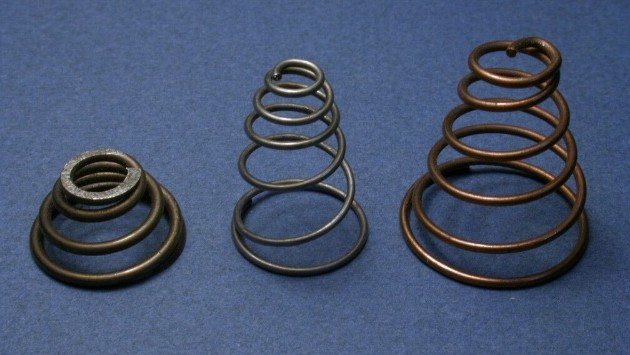
Завиті конічні пружини

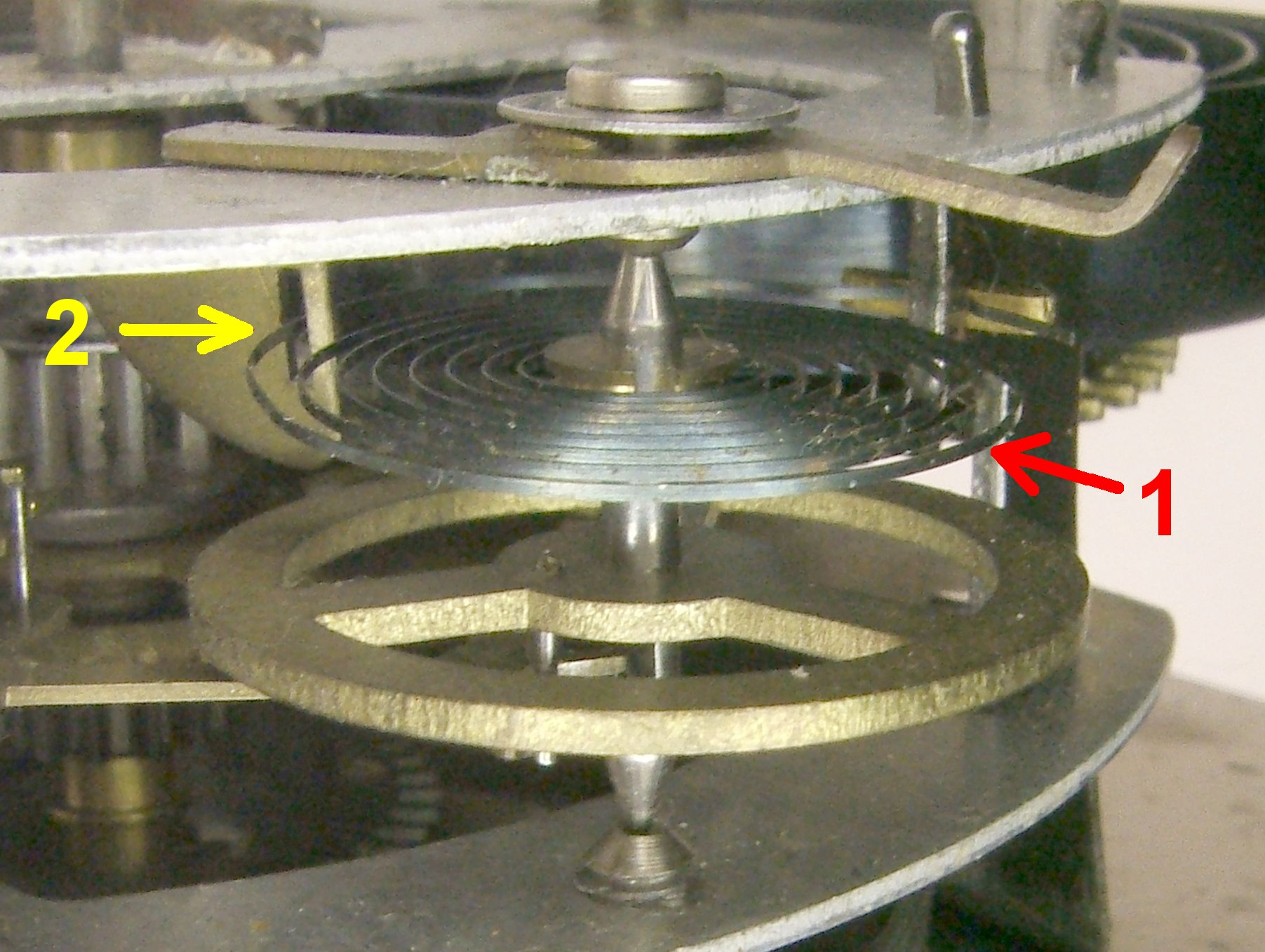
Спіральна пружина у механізмі годинника

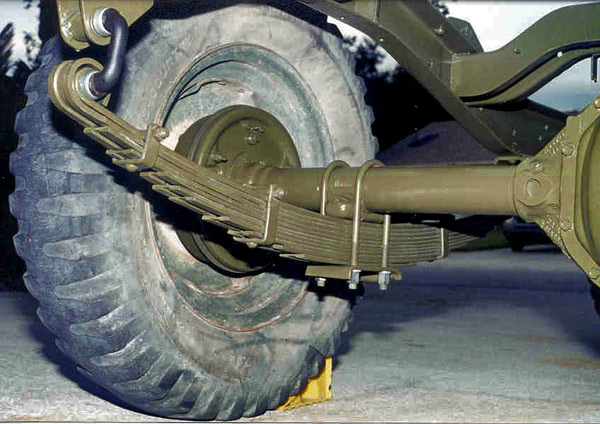
Пластинчаста пружина ресори автомобіля

Тарілчаста пружина

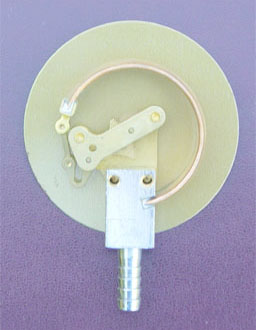
Пружина Бурдона у конструкції манометра

Основні принципи пружини використовувалися ще кільканадцять тисяч років тому у механізмах, що використовують раптову розрядку накопиченої механічної енергії, наприклад лук чи деякі пастки на тварин (у формі сильно напружених дерев'яних прутів).
У римський період для метання снарядів використовувалася пружність відігнутих дощок (приклад плоскої пружини). Цікавим був проєкт Леонардо да Вінчі приблизно 1485 року з виготовлення гігантського арбалета для використання при облогах. Варто згадати також і про мініатюрний арбалет зі сталі, винахід іспанських маврів XV ст. Його можна було легко заховати навіть у рукаві.
Близько 1500 року пружина виступає у новій конструкції — спіральної пружини, яка почала відігравати роль джерела енергії в годинниках. У 1616 році Веранціо Фаусто, автор книжки про машини, подав малюнок воза на ресорах. Після цього, щонайменше через 50 років сталеві ресори вже були у широкому вжитку.
Гвинтова пружина, ймовірно, розвинулася зі спіральної. Уже в кінці вісімнадцятого століття був збудований верстат для навивання таких пружин.

## Класифікація пружин

### За видом навантаження
1. Пружини стиску, що розраховані на зменшення довжини під навантаженням. Витки таких пружин без навантаження не торкаються один до одного. Крайні витки підтискають до сусідніх і торці пружини шліфують до утворення площини перпендикулярної до осі пружини. Довгі пружини стиску, для запобігання втраті стійкості, ставлять на оправки або у стакани.
2. Пружини розтягування, котрі розраховані на збільшення довжини під навантаженням. В ненавантаженому стані зазвичай мають зімкнуті витки. На кінцях для закріплення пружини виготовляють гачки або кільця.
3. Пружини кручення бувають двох видів:
- торсіонні, які мають вигляд стрижня, що працює використовуючи деформацію кручення (має більшу довжину, ніж вита пружина)
- закру́чені (зави́ті) пружини, що працюють на кручення (як у прищіпках для білизни чи в мишоловках).

4. Пружини згину, котрі виготовляють зазвичай у вигляді балки на двох опорах або консолі, що працює на згин.
5. Пружина Бурдона або трубчаста пружина в манометрах для вимірювання тиску, виконує роль чутливого елемента.

### За конструктивним виконанням
- виті циліндричні (гвинтові);
- виті конічні (амортизатори);
- годинникові, спіральні (в механічних годинниках);
- плоскі;
- пластинчасті (наприклад, ресори);
- тарілчасті;
- хвильові;
- скру́чувальні, торсі́йні;
- рідинні;
- газові.

## Властивості пружин

### Закон Гука
Більшість пружин, що не зазнають деформацій за границею пружності) описуються законом Гука, згідно з яким прикладена сила прямо пропорційна лінійному видовженню пружини відносно рівноважного положення:
{\displaystyle F=-kx,\ }
де
x — вектор зміщення — відстань і напрям деформації пружини;
F — результуючий вектор сили — величина і напрям зусилля, спрямованого на повернення пружини до рівноважного стану;
k — коефіцієнт жорсткості пружини (константа пружини).
Циліндричні пружини характеризуються сталим коефіцієнтом жорсткості. Але є конструкції пружин (наприклад: конічні, тарілчасті, пластинчасті), коефіцієнт жорсткості яких змінюється у міру деформування. У цьому випадку залежність закону Гука ускладнюється і між зусиллям і деформацією проявляється нелінійна залежність.
Енергія пружної деформації стрижня або пружини виражається через коефіцієнт жорсткості за формулою:
{\displaystyle U={\frac {1}{2}}kx^{2}}.

### Гармонійні коливання

Деформація пружини, x, як функція часу. Час між двома екстремумами має назву — період коливань

Оскільки згідно з другим законом Ньютона зусилля дорівнює добутку маси тіла на прискорення, то з врахуванням закону Гука можна записати:
{\displaystyle F=ma\quad \Rightarrow \quad -kx=ma.\,}
Масою пружини, що є малою у порівнянні з масою підвішеного тіла нехтуємо. Оскільки прискорення визначається як друга похідна переміщення по часу, можна записати:
{\displaystyle -kx=m{\frac {d^{2}x}{dt^{2}}}.\,}
Це лінійне диференціальне рівняння другого порядку для зміщення х як функції часу. Після перегрупування можна записати
{\displaystyle {\frac {d^{2}x}{dt^{2}}}+{\frac {k}{m}}x=0,\,}
рішенням якого є:
{\displaystyle x(t)=A\sin \left(t{\sqrt {\frac {k}{m}}}\right)+B\cos \left(t{\sqrt {\frac {k}{m}}}\right).\,}
{\displaystyle A} і {\displaystyle B} константи, що знаходяться з початкових умов (початкова деформація і початкова швидкість маси). Графік цієї функції при {\displaystyle B=0} (для нульового положення вантажу) показано на рисунку.

### Сполучення пружин
Залежності для визначення еквівалентних параметрів при паралельному і послідовному сполученні двох пружин зведені у таблицю
| Характеристика                      | Паралельне сполучення                                           | Послідовне сполучення                                                       |
| ----------------------------------- | --------------------------------------------------------------- | --------------------------------------------------------------------------- |
|                                     |                                                                 |                                                                             |
| Еквівалентний коефіцієнт жорсткості | {\displaystyle k_{eq}=k_{1}+k_{2}\,}                            | {\displaystyle {\frac {1}{k_{eq}}}={\frac {1}{k_{1}}}+{\frac {1}{k_{2}}}\,} |
| Деформація                          | {\displaystyle x_{1}=x_{2}\,}                                   | {\displaystyle {\frac {x_{1}}{x_{2}-x_{1}}}={\frac {k_{2}}{k_{1}}}\,}       |
| Енергія                             | {\displaystyle {\frac {U_{1}}{U_{2}}}={\frac {k_{1}}{k_{2}}}\,} | {\displaystyle {\frac {U_{1}}{U_{2}}}={\frac {k_{2}}{k_{1}}}\,}             |